# Himalopsyche bhagirathi
Himalopsyche bhagirathi är en nattsländeart som beskrevs av Schmid 1963. Himalopsyche bhagirathi ingår i släktet Himalopsyche och familjen rovnattsländor. Inga underarter finns listade i Catalogue of Life.